# Saxifraga exarata
Saxifraga exarata là một loài thực vật có hoa trong họ Saxifragaceae. Loài này được Vill. miêu tả khoa học đầu tiên năm 1779.